# عثمان أغ بالي
عثمان أغ بالي (مايو 1953- 17 يونيو 2005)، مغني جزائري من الطوارق، ولد في مدينة جانت في الجنوب الجزائري الكبير لقبيلة الآجر الطارقية ويلقى احترام الجميع في الجزائر وفي خارجها ويبث التلفزيون الجزائري وأيضا المالي والنيجري أغانيه التي يؤديها باللغة الطارقية.

## نشأته
ينتمي المطرب عثمان بالي لقبيلة الطوارق، وهم سكان أقصى الجنوب الجزائري، أصلهم بربر، مازالوا يتحدثون اللغة البربرية القديمة، ويحفظون طريقة الكتابة القديمة المعروفة باسم «التيفيناغ».

## بدايته الفنية
درس الطب وتخرج بشهادة طبيب وبدأ في منطقته يؤدي الحفلات الغنائية والأعراس والمناسبات الدينية وغيرها وتعلم العزف على العود وأتقن الإيقاع الطارقي وبدأ يشتهر سنوات السبعينات إلى غاية وفاته.
تعلم العود على يد الفنان صالح دقدوقة ابن مدينة عين صالح بولاية تمنراست.
أنتج 20 ألبوم وأغلب أغانيه بالطارقية ماعدا بعض الأغاني بالعربية.

## وفاته
توفي في 17 يونيو 2005 في جانت بعد أن جرفته مياه أحد الوديان الصحراوية عندما كان عائدا إلى بيته بسيارته ودفن في مسقط رأسه.